# Leichtathletik-Weltmeisterschaften 2019/Teilnehmer (Belgien)
| Gelbes Symbol für Goldmedaillen mit stilisierten Olympischen Ringen | Graues Symbol für Silbermedaillen mit stilisierten Olympischen Ringen | Braundes Symbol für Bronzemedaillen mit stilisierten Olympischen Ringen |
| ------------------------------------------------------------------- | --------------------------------------------------------------------- | ----------------------------------------------------------------------- |
| —                                                                   | 1                                                                     | 1                                                                       |

Der Leichtathletikverband von Belgien will an den Leichtathletik-Weltmeisterschaften 2019 in Doha teilnehmen. 30 Athletinnen und Athleten wurden vom belgischen Verband nominiert.

## Ergebnisse

### Frauen

#### Laufdisziplinen
| Athletin | Disziplin    | Vorlauf        | Vorlauf | Halbfinale | Halbfinale | Finale      | Finale |
| Athletin | Disziplin    | Zeit           | Platz   | Zeit       | Platz      | Zeit        | Platz  |
| --- | ------------ | -------------- | ------- | ---------- | ---------- | ----------- | ------ |
| Imke Vervaet | 200 m        | 23,24 s PB     | 27      | DNQ        | DNQ        | –           | –      |
| Renée Eykens | 800 m        | 2:03,65 min    | 32      | DNQ        | DNQ        | –           | –      |
| Manuela Soccol | Marathon     |                |         |            |            | 2:59:11 h   | 31     |
| Hanna Vandenbussche | Marathon     |                |         |            |            | DNF         | DNF    |
| Anne Zagré | 100 m Hürden | 12,91 s SB     | 14      | DSQ HF     | DSQ HF     | –           | –      |
| Hanne Claes | 400 m Hürden | 55,68 s        | 16      | 55,25 s SB | 12         | DNQ         | DNQ    |
| Paulien Couckuyt | 400 m Hürden | 57,15 s        | 32      | DNQ        | DNQ        | –           | –      |
| - Hanne Claes - Paulien Couckuyt - Camille Laus - Imke Vervaet nicht auf Startlisten: - Manon Depuydt - Liefde Schoemaker | 4 × 400 m    | 3:26,58 min NR | 07      |            |            | 3:27,15 min | 5      |

#### Sprung/Wurf
| Athletin     | Disziplin      | Qualifikation | Qualifikation | Finale     | Finale |
| Athletin     | Disziplin      | Weite/Höhe    | Platz         | Weite/Höhe | Platz  |
| ------------ | -------------- | ------------- | ------------- | ---------- | ------ |
| Claire Orcel | Hochsprung     | 1,92 m        | 11            | 1,89 m     | 11     |
| Fanny Smets  | Stabhochsprung | 4,50 m        | 20            | DNQ        | DNQ    |

#### Siebenkampf
| Athletin         | Disziplin | 100 m Hürden | Hochsprung | Kugelstoßen | 200 m      | Weitsprung | Speerwurf  | 800 m          | Punkte | Platz  |
| ---------------- | --------- | ------------ | ---------- | ----------- | ---------- | ---------- | ---------- | -------------- | ------ | ------ |
| Hanne Maudens    | Ergebnis  | 13,90 s PB   | 1,71 m     | 13,12 m     | 23,81 s PB | 6,41 m     | 36,22 m    | 2:12,98 min    | 6088   | 11     |
| Hanne Maudens    | Punkte    | 993          | 867        | 735         | 999        | 978        | 595        | 921            | 6088   | 11     |
| Nafissatou Thiam | Ergebnis  | 13,36 s SB   | 1,95 m CHB | 15,22 m     | 24,60 s    | 6,40 m     | 48,04 m SB | 2:18,93 min SB | 6677   | Silber |
| Nafissatou Thiam | Punkte    | 1071         | 1171       | 876         | 924        | 975        | 822        | 838            | 6677   | Silber |
| Noor Vidts       | Ergebnis  | 13,58 s      | 1,77 m     | 13,55 m     | 24,46 s    | 6,11 m     | 33,58 m    | 2:15,94 min    | 5989   | 15     |
| Noor Vidts       | Punkte    | 1039         | 941        | 764         | 937        | 883        | 545        | 880            | 5989   | 15     |

### Männer

#### Laufdisziplinen
| Athlet | Disziplin | Vorlauf        | Vorlauf | Halbfinale  | Halbfinale | Finale         | Finale |
| Athlet | Disziplin | Zeit           | Platz   | Zeit        | Platz      | Zeit           | Platz  |
| --- | --------- | -------------- | ------- | ----------- | ---------- | -------------- | ------ |
| Jonathan Sacoor | 400 m     | 45,32 s        | 10      | 45,03 s PB  | 12         | DNQ            | DNQ    |
| Ismael Debjani | 1500 m    | 3:39,11 min    | 31      | DNQ         | DNQ        | –              | –      |
| Isaac Kimeli | 1500 m    | 3:37,87 min    | 23      | 3:37,50 min | 18         | DNQ            | DNQ    |
| Isaac Kimeli | 5000 m    | 13:20,99 min   | 06      |             |            | 13:44,29 min   | 14     |
| Robin Hendrix | 5000 m    | 13:39,69 min   | 26      |             |            | DNQ            | DNQ    |
| Soufiane Bouchikhi | 10.000 m  |                |         |             |            | 28:15,43 min   | 14     |
| Thomas De Bock | Marathon  |                |         |             |            | 2:21:13 h      | 42     |
| - Dylan Borlée - Kevin Borlée - Jonathan Sacoor - Robin Vanderbemden (Finale) - Julien Watrin (Vorlauf) nicht auf Startlisten: - Alexander Doom | 4 × 400 m | 3:00,87 min SB | 3       |             |            | 2:58,78 min SB | Bronze |

#### Sprung/Wurf
| Athlet         | Disziplin      | Qualifikation | Qualifikation | Finale     | Finale |
| Athlet         | Disziplin      | Weite/Höhe    | Platz         | Weite/Höhe | Platz  |
| -------------- | -------------- | ------------- | ------------- | ---------- | ------ |
| Ben Broeders   | Stabhochsprung | 05,70 m       | 11            | 5,55 m     | 12     |
| Philip Milanov | Diskuswurf     | 60,24 m       | 29            | DNQ        | DNQ    |

#### Zehnkampf
| Athlet                  | Disziplin | 100 m   | Weitsprung | Kugelstoßen | Hochsprung | 400 m   | 110 m Hürden | Diskuswurf | Stabhochsprung | Speerwurf  | 1500 m      | Punkte | Platz |
| ----------------------- | --------- | ------- | ---------- | ----------- | ---------- | ------- | ------------ | ---------- | -------------- | ---------- | ----------- | ------ | ----- |
| Thomas Van der Plaetsen | Ergebnis  | 11,38 s | 7,20 m     | 13,78 m     | 2,08 m     | 50,89 s | 14,80 s SB   | 46,17 m    | 5,30 m         | 63,67 m SB | 4:43,95 min | 8125   | 9     |
| Thomas Van der Plaetsen | Punkte    | 778     | 862        | 715         | 878        | 774     | 874          | 791        | 1004           | 793        | 656         | 8125   | 9     |

### Mixed
| Athlet | Disziplin | Vorlauf        | Vorlauf | Halbfinale | Halbfinale | Finale         | Finale |
| Athlet | Disziplin | Zeit           | Platz   | Zeit       | Platz      | Zeit           | Platz  |
| --- | --------- | -------------- | ------- | ---------- | ---------- | -------------- | ------ |
| - Dylan Borlée (m) - Hanne Claes (w) (Finale) - Camille Laus (w) - Kevin Borlée (m) (Finale) - Imke Vervaet (w) (Vorlauf) - Robin Vanderbemden (m) (Vorlauf) nicht auf Startlisten: - Manon Depuydt (w) - Julien Watrin (m) | 4 × 400 m | 3:16,16 min NR | 8       |            |            | 3:14,22 min NR | 6      |